# Calle del Marqués del Duero
La calle del Marqués del Duero es una vía de la ciudad de Madrid en el distrito de Salamanca, que une el paseo de Recoletos con la de calle de Pedro Muñoz Seca, en dirección oeste-este. Está dedicada a Manuel Gutiérrez de la Concha, marqués del Duero, que fue presidente del Senado, y vecino en la casa del número 3, como recordaba una lápida conmemorativa.

## Historia
Esta pequeña calle del barrio de Salamanca se urbanizó tras la demolición del Pósito de la Villa en 1869. Conserva en los primeros metros de su acera derecha el perímetro ajardinado del antiguo palacio de Murga, luego Casa de América, con entrada por el número 2 de esta calle. Frente a ese espacio cultural y de esparcimiento, en lo que sería el número 1 de Marqués del Duero, tiene fachada la casa-palacio que fuera sede de la editorial Planeta hasta 2013, y adquirido por Abanca en 2015, con entrada por el número 4 del paseo de Recoletos.
Pedro de Répide sitúa esta «calle breve» en el antiguo barrio de la Biblioteca del también antiguo distrito de Buenavista, y dependiente de la parroquia de San José.
Además del mencionado político y militar a quien se dedicó la calle, en el mismo número 3 –y también recordado por una placa municipal– vivió el periodista y cronista Antonio Díaz-Cañabate. En el número 4, tiene oficina la Gerencia Territorial de Órganos Centrales del Ministerio de Justicia. Finalmente, en el número 7 se encuentra la Mutualidad General Judicial, dentro de las dependencias del Palacio de Zabálburu, en el que asimismo está instalada la Biblioteca Francisco de Zabálburu.